# Idesia polycarpa
Espèce
Classification phylogénétique
Idesia polycarpa est une espèce de plantes à fleurs de la famille des Flacourtiaceae en classification classique, ou de la famille des Salicaceae en classification phylogénétique APG III (2009). C'est un arbre originaire de Chine, de Corée et du Japon.
Nom chinois : 山桐子

## Description
Idesia polycarpa un arbre de taille moyenne qui peut atteindre et même dépasser 20 m de haut, mais reste généralement à une taille inférieure à 15 m.
Le feuillage est caduc.
Les feuilles sont alternes, cordiformes.
Cette espèce est dioïque. Les inflorescences sont des panicules terminales, pendantes.
Les fleurs, de couleur vert-jaune, sont unisexuées à cinq (mais aussi 3 ou 6) sépales imbriqués, sans pétale. Elles sont légèrement parfumées.
Les fleurs mâles portent de nombreuses étamines, aussi longues que les sépales. Elles sont plus grandes que les fleurs femelles (1,2 mm de diamètre).
Les fleurs femelles portent des étamines embryonnaires et stériles, comptant autant de styles que de sépales (5 généralement - 3 ou 6 parfois), avec de nombreux ovules.
Les fruits sont des baies - orange à rouge à maturité - en grappe, à nombreuses graines. Ces fruits persistent une large part de l'hiver.

## Variétés botaniques
- Idesia polycarpa var. fargesii (Oliv.) Franch.
- Idesia polycarpa var. fujianensis (G.S.Fan) S.S.Lai (1999)
- Idesia polycarpa var. intermedia Pamp. (1910)
- Idesia polycarpa var. latifolia Diels (1900)
- Idesia polycarpa var. longicarpa S.S.Lai (1999)
- Idesia polycarpa var. vestida Diels (1900)

## Distribution et habitat
Cette espèce est originaire de Chine, Corée et Japon.
Elle se trouve en forêt ou en lisière forestière et préfère les situations ensoleillées et humides.
Son large usage ornemental l'a répandue dans la plupart des pays tempérés.

## Utilisation
Un usage alimentaire est signalé : les fruits sont comestibles crus ou cuits. Une huile, insaturée (acide linoléique) peut aussi en être extraite des graines.
Une utilisation de son bois est signalée en Chine.
Mais la principale et quasi unique utilisation de Idesia polycarpa est ornementale.
Sa culture ne pose aucune difficulté particulière, sa reproduction se fait préférentiellement par semis mais non exclusivement.

## Historique et position taxinomique
Cette espèce, comme le genre, est décrite en 1866 par Carl Maximowicz. Elle est placée dans la famille des Flacourtiacées.
En 1931, Jisaburo Ohwi la place dans le genre Cathayeia : Cathayeia polycarpa (Maxim.) Ohwi.
Comme le genre, cette espèce a été reversée dans la famille des Salicacées par la classification AGP II en 2003, déplacement confirmé par la classification phylogénétique APG III (2009) en 2009 (la classification AGP maintenait la famille des Flacourtiacées).

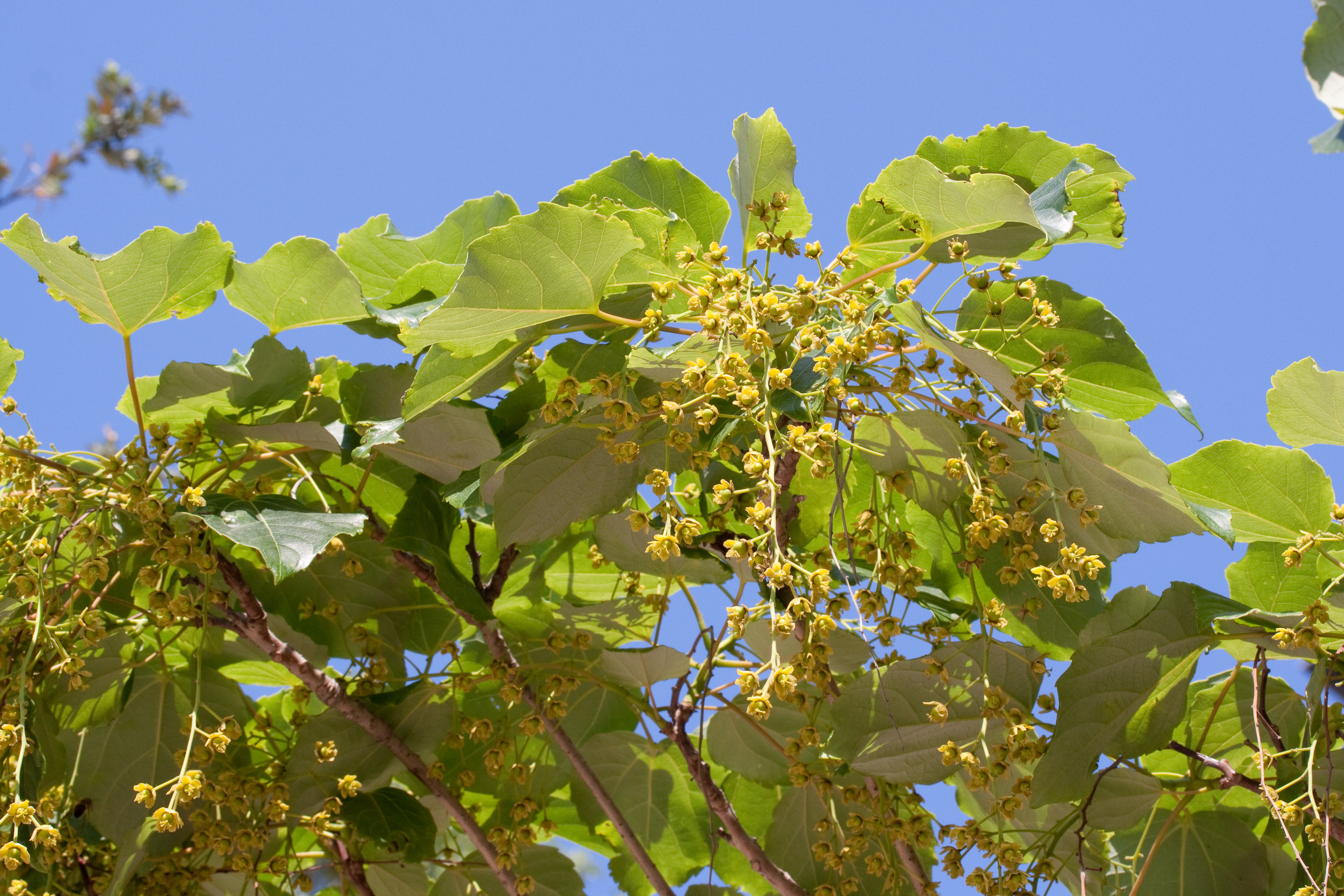
Panicule florale.
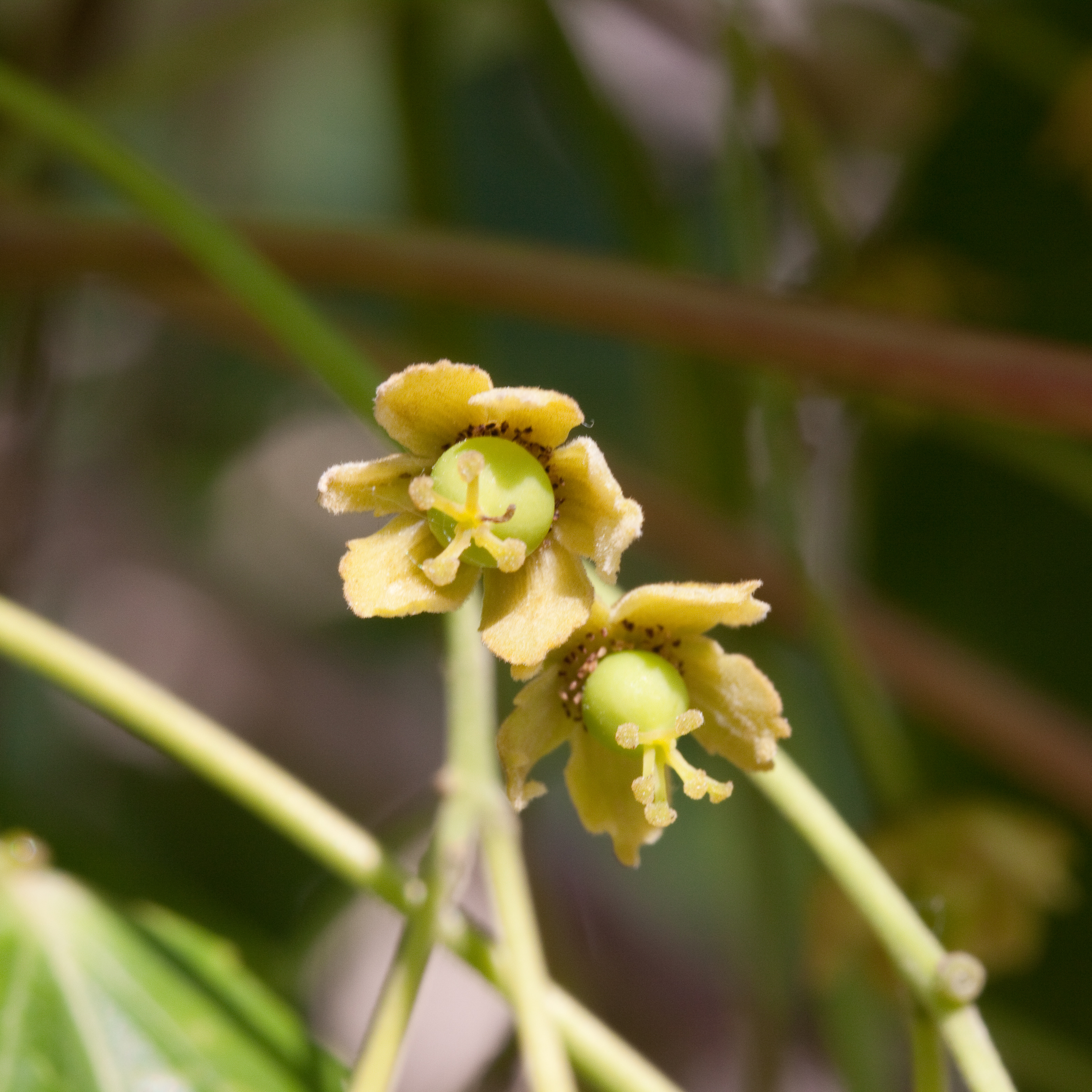
Fleurs femelles.
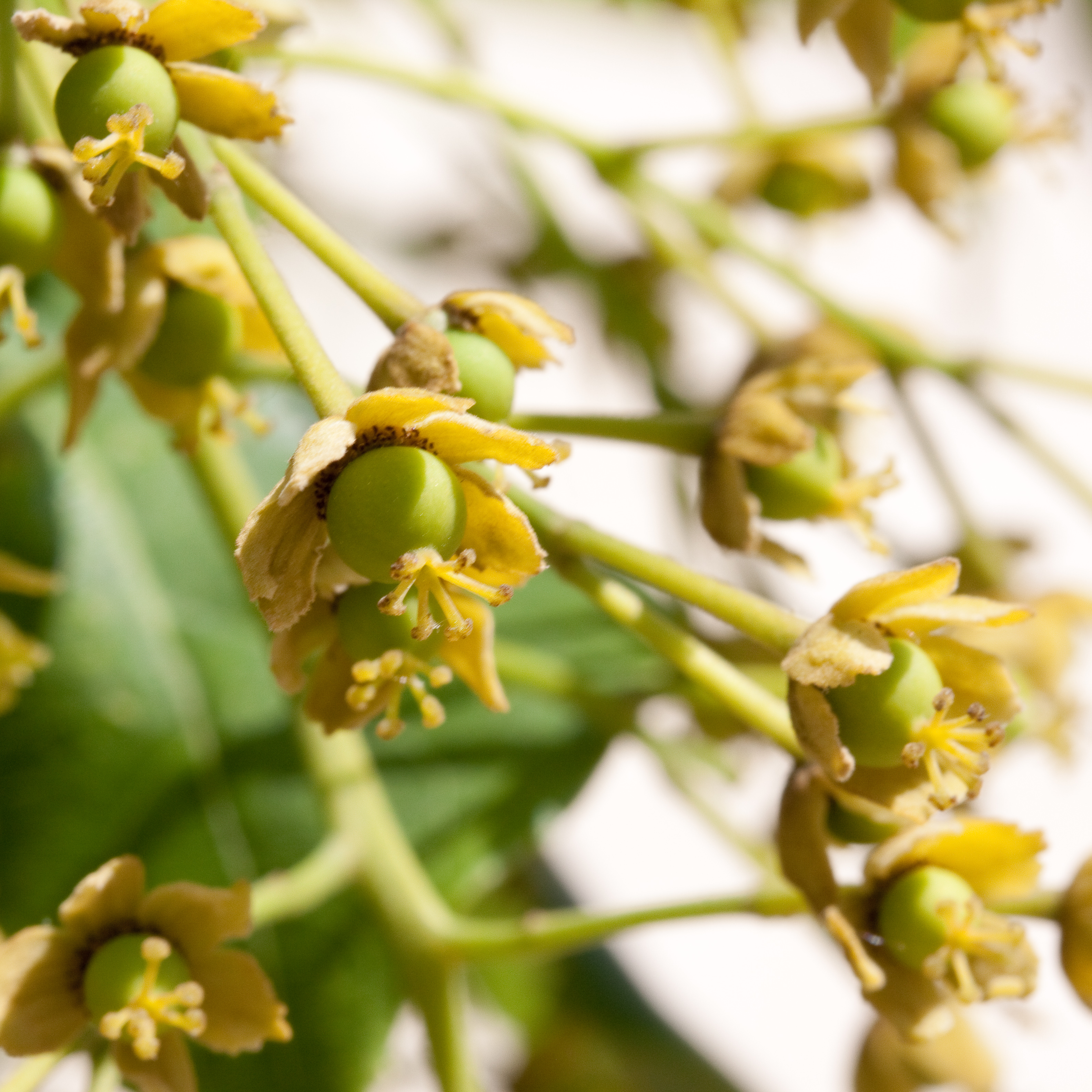
Fleurs femelles.
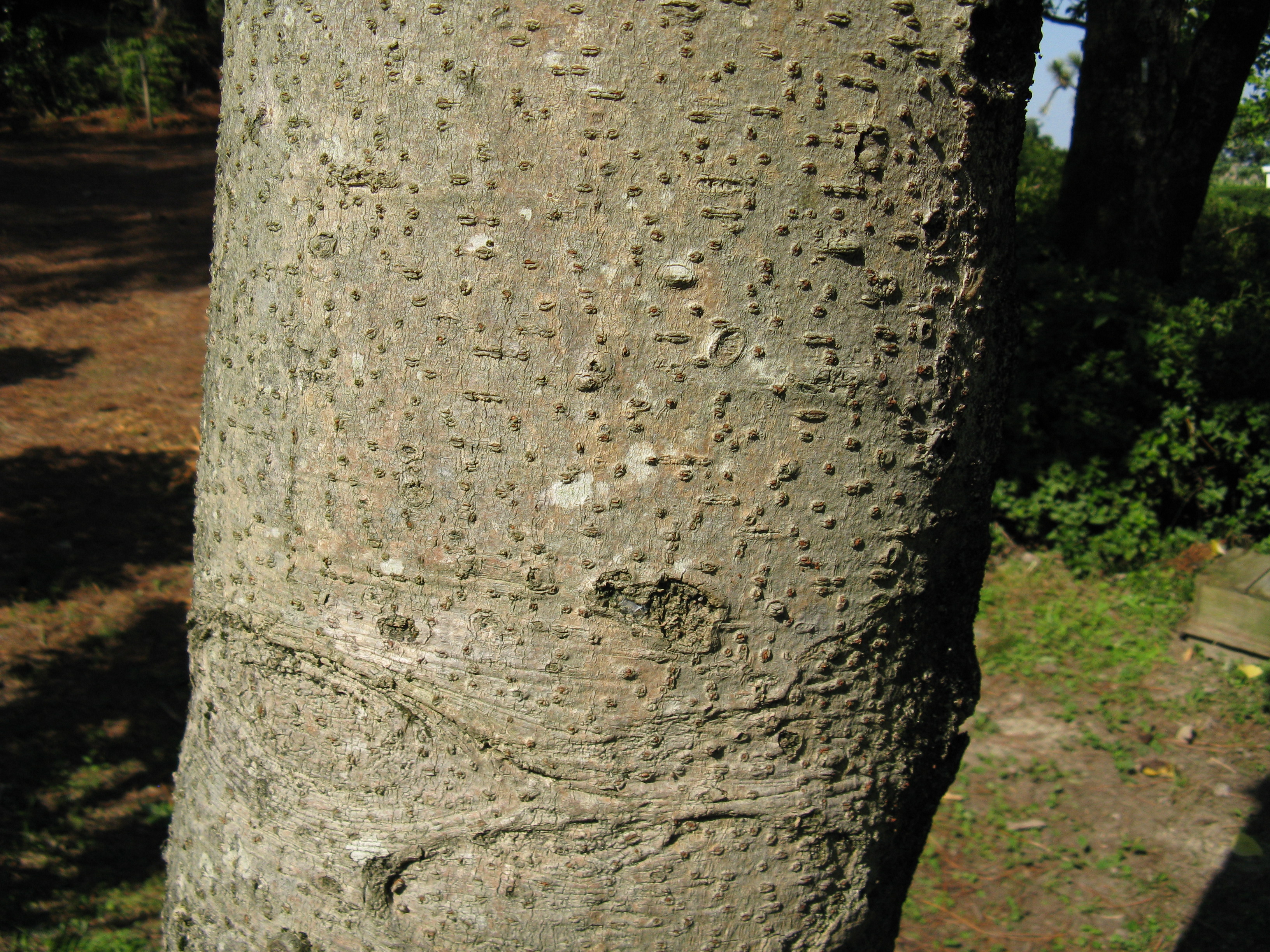
Écorce.
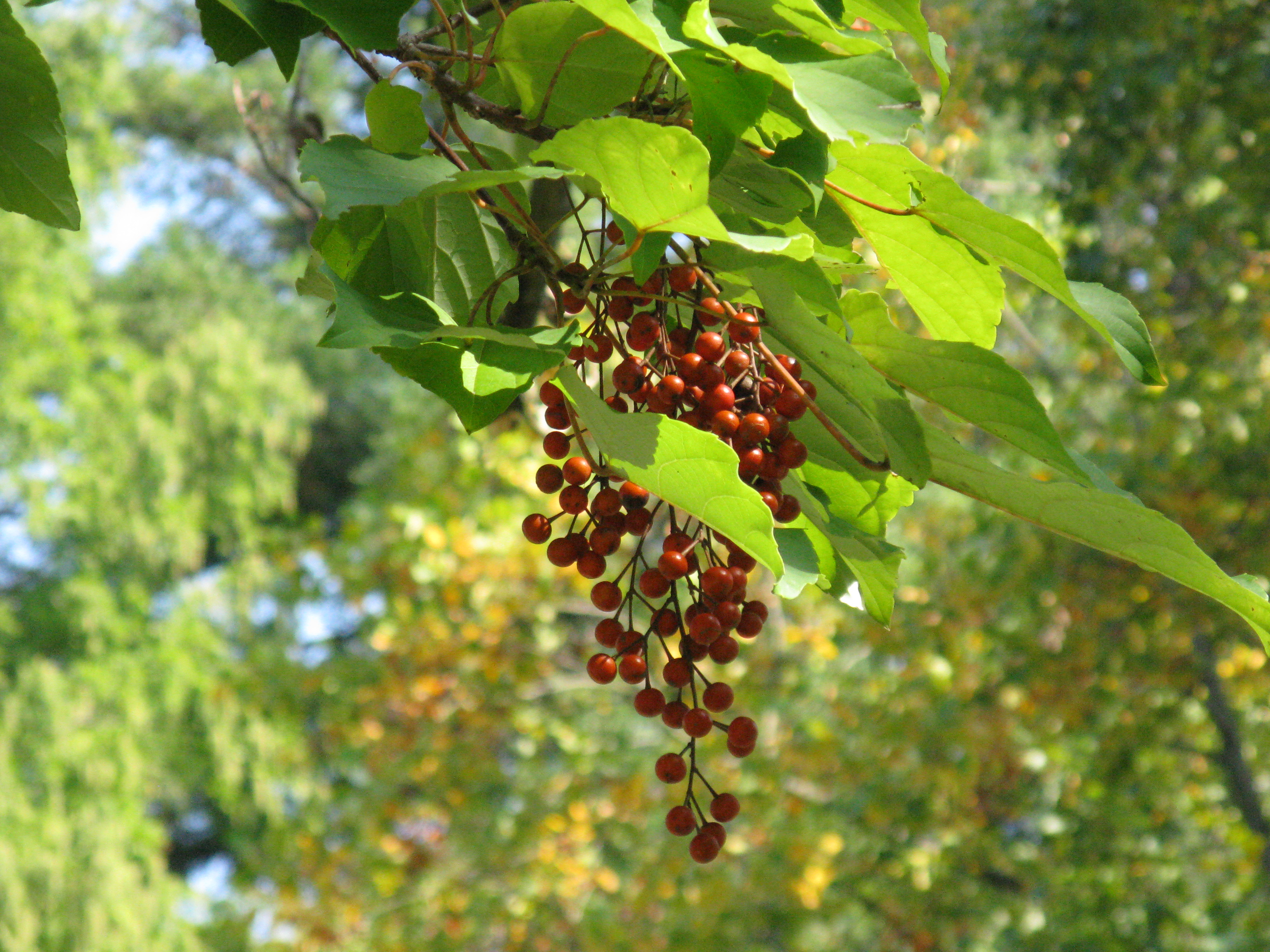
Fruits.
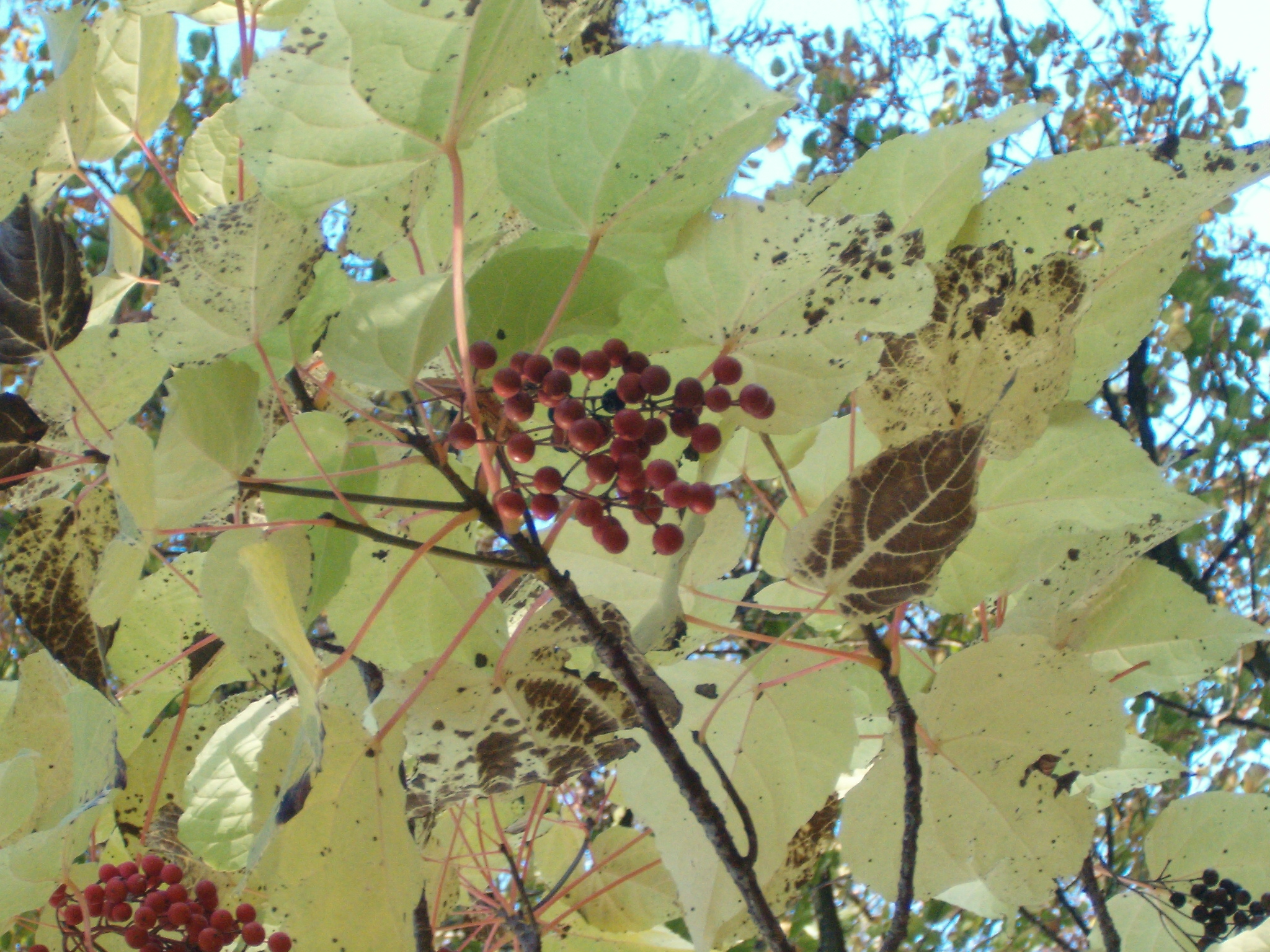
Fruits et feuillage automnal.